# Maurice De Coninck
Maurice de Coninck, né le 15 mai 1897 à Poissy et mort le 5 octobre 1987 à Lauzerte, est un athlète français, spécialiste du 1 500 mètres et du 3 000 mètres steeple.

## Biographie
Maurice Henri Émile de Coninck est le fils de Émile Julien de Coninck et de Alexandrine Claire Ottelet.
Il participe aux Jeux olympiques de 1920  à Anvers (1500m et 3000 m steeple) et aux Jeux olympiques de 1924 à Paris (3000m steeple), en étant à chaque fois éliminé dès les séries de qualifications.
Employé de commerce, attaché à la Société de la Vieille Montagne à Paris, il épouse le 16 avril 1921, à Clichy (Hauts-de-Seine), Germaine Marchal.
Il est mort à l'âge de 90 ans, à Lauzerte.